# 규슈 대학
규슈 대학(일본어: 九州大学, 영어: Kyushu University)은 1911년 설립된 일본의 최상위권 명문 국립 대학으로, '규다이(일본어: 九大)'라는 약칭으로도 알려져 있다. 일본의 최상위 대학 그룹 구(旧) 제국대학 중 하나이며 4번째로 설립되었다. 후쿠오카현 후쿠오카시 니시구 이토(일본어: 伊都) 캠퍼스에 대학 본부가 있다.

## 역사 및 연혁

### 역사
규슈대학의 전신은 1867년 후쿠오카를 통치하고 있던 후쿠오카번(福岡藩)에 의하여 설립된 산세이칸(賛生館)이다. 1872년 학제의 도입으로 폐교되었으나, 부속 병원은 존속하였다. 1897년에는 후쿠오카현립후쿠오카의학교로 바뀌었다.

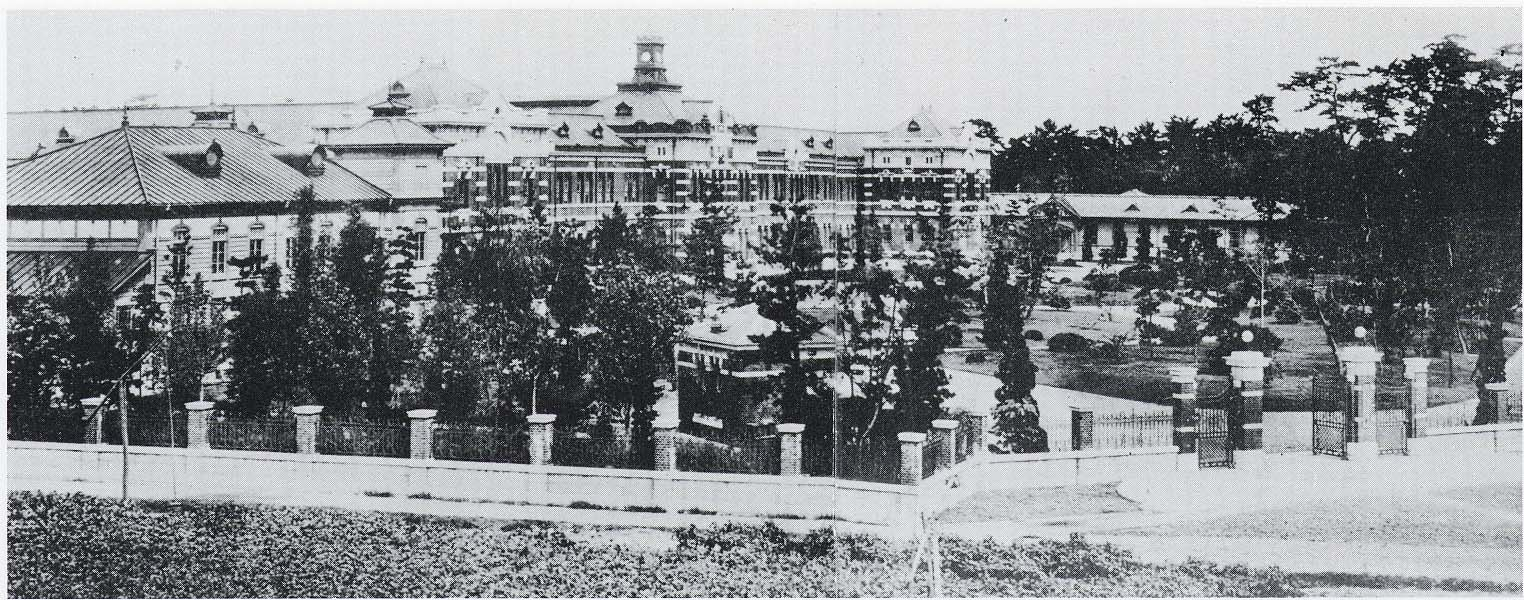
공학부 정문과 본관 건물(1984년 1월 발행)

1886년 제국대학령이 공포됨에 따라 규슈 지방에서는 규슈 제국대학 설치를 유치하기 위한 운동이 벌어졌으며, 1900년 1월 제14회 제국의회에서 ‘규슈•도호쿠제국대학설치건의안’이 가결되었다. 이에 따라 1903년 후쿠오카현립 후쿠오카병원은 교토제국대학 후쿠오카 의과 대학이 되었다.
그 후, 자금난으로 인하여 규슈 제국대학의 설치가 난항을 겪었으나, 후루카와가(家)와 후쿠오카현의 기부로 1911년 1월 1일 4번째 제국 대학으로서 규슈 제국대학이 설치되었다. 규슈 제국대학의 초대 총장은 도쿄제국대학의 총장을 역임하였던 야마카와 켄지로이다.
1947년 제국대학령이 국립종합대학령으로 변경됨에 따라 대학의 이름을 규슈 대학으로 개칭하였다. 2003년 규슈 예술공과대학을 흡수하였으며, 2004년 국립대학법인화를 이행하여 지금에 이른다.

### 연혁
- 1872년 산세이칸 폐교.
- 1874년 후쿠오카현 진료소 설치.
- 1877년 후쿠오카 병원으로 개칭.
- 1879년 후쿠오카 의학교 부속병원으로 개칭.
- 1888년 후쿠오카 현립 후쿠오카병원으로 개칭.
- 1903년 교토 제국대학(京都帝國大學) 후쿠오카 의과대학(福岡醫科大學) 설립.
- 1911년 규슈 제국대학(九州帝國大學) 창립. 1월 공학부 설립 4월 교토 제국대학 후쿠오카 의과대학을 규슈 제국대학 의학부로 편입 이관
- 1947년 구제 규슈 대학(九州大學)으로 개칭.
- 1949년 구제 규슈 대학, 후쿠오카 고등학교[3](福岡高等學校), 구루메 공업 전문학교[4](久留米工業專門學校)를 통합해, 신제 규슈 대학 발족.
- 2003년 규슈 예술 공과대학(九州藝術工科大學)을 합병.

## 캠퍼스
- 하코자키(箱崎) 지구(地區): 대학 본부 캠퍼스.

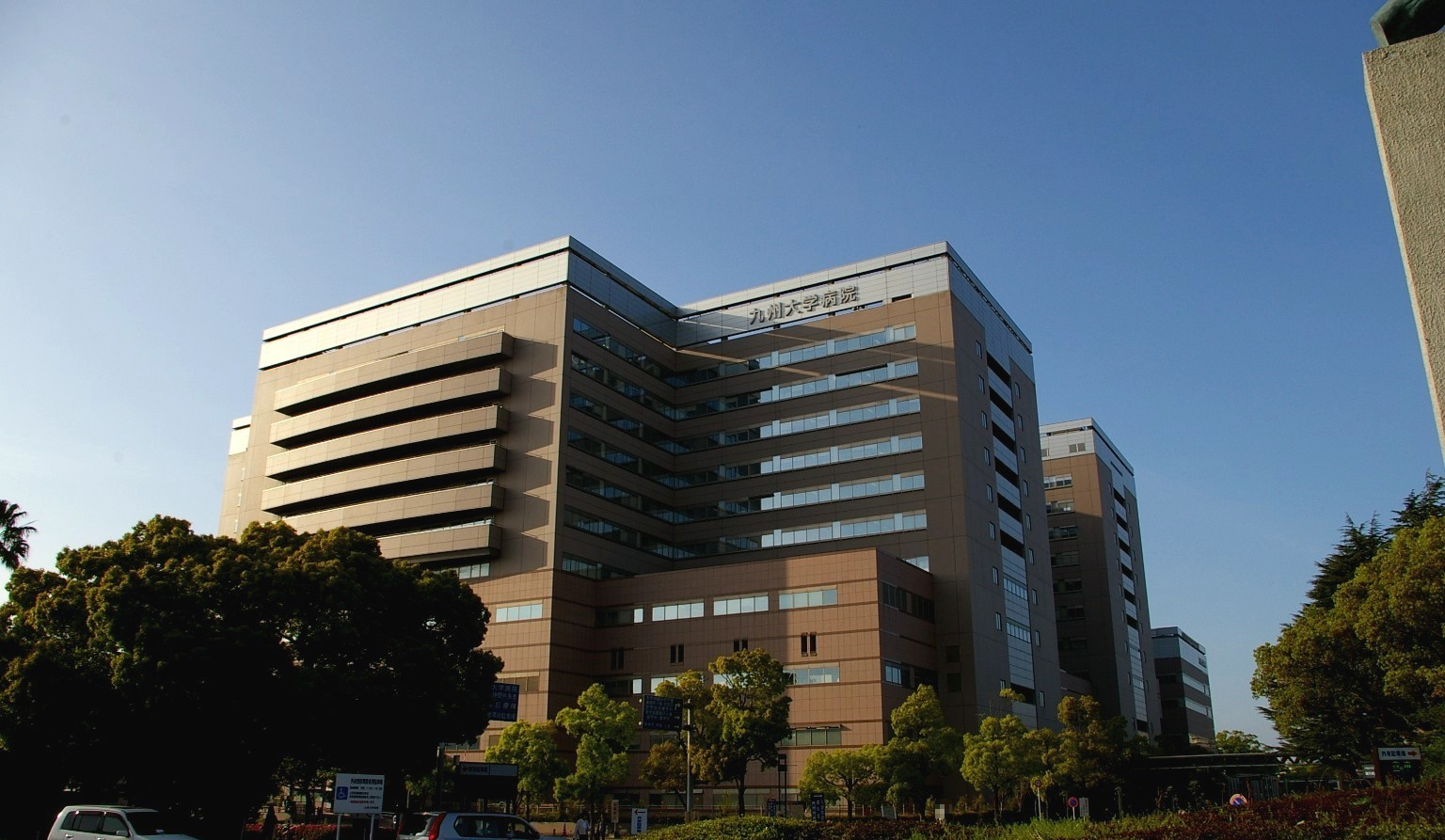
규슈 대학 병원

- - 후쿠오카 현 후쿠오카 시 히가시 구 하코자키 6-10-1

- 마이다시(馬出) 지구: 의학부, 치과학부, 약학부 캠퍼스.
- 후쿠오카 현 후쿠오카 시 히가시 구 마이다시 3-1-1
- 오하시(大橋) 지구: 예술공학부 캠퍼스.
- 후쿠오카 현 후쿠오카 시 미나미구 시오바루(鹽原) 4-9-1

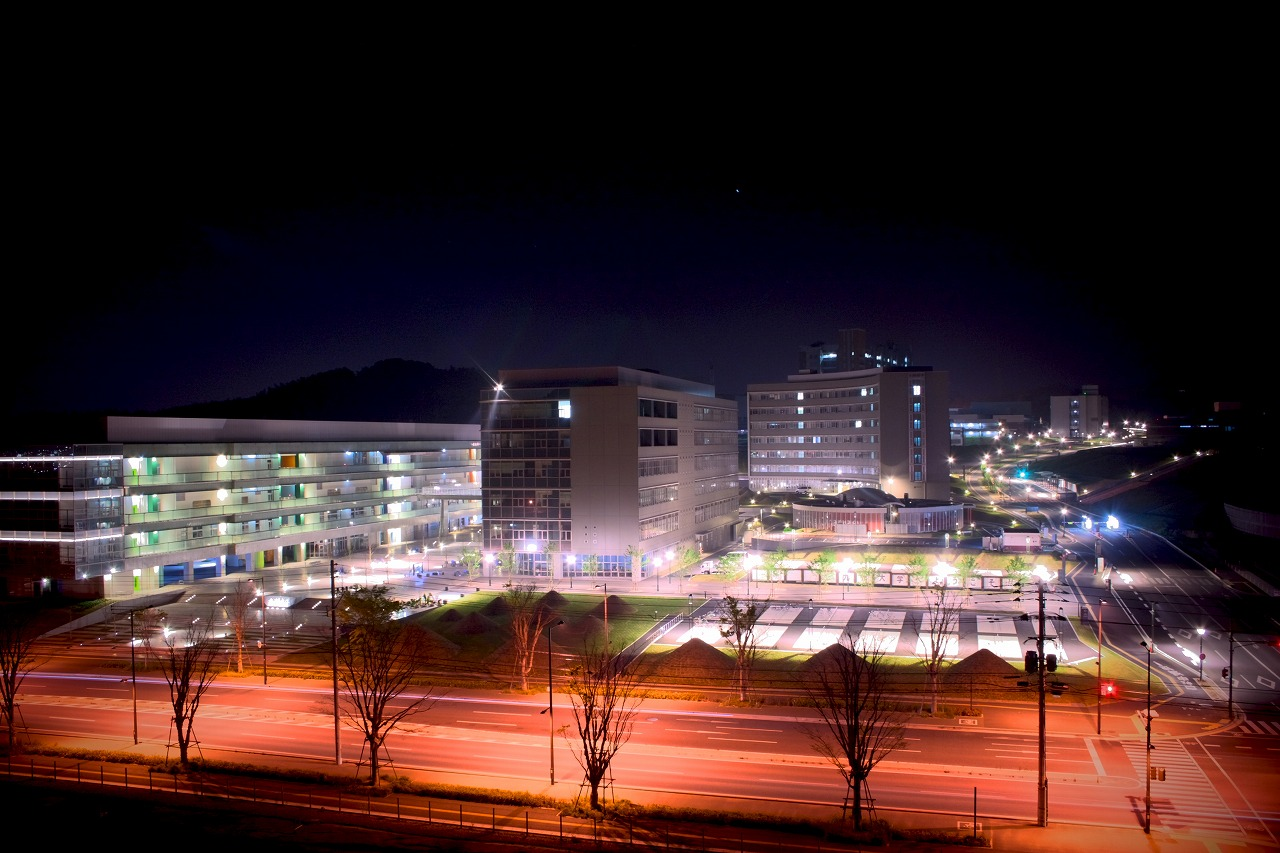
이토캠퍼스 센터존

- 지쿠시(筑紫) 지구: 종합 이공 대학원, 시스템 정보과학 대학원 캠퍼스.
- 후쿠오카 현 가스가시(春日市) 가스가코엔(春日公園) 6-1

- 이토(伊都) 지구: 공학부 캠퍼스. 단일 캠퍼스 면적으로 일본에서 가장 넒은 캠퍼스이다.[5]
- 후쿠오카 현 후쿠오카 시 니시구 모토오카(元岡) 744

## 조직

### 학부
- 문학부
  - 인문학과
- 교육학부
- 법학부
- 경제학부
  - 경제/경영학과
  - 경제공학과
- 이학부

| - 물리학과 - 화학과 - 지구 행성 과학과 | - 수학과 - 생물학과 |

- 의학부

| - 의학과 (6년제) - 생명과학과 | - 보건학과 |

- 치과학부
  - 치학과
- 약학부
  - 창약(創藥)과학과
  - 임상 약학과 (6년제)
- 공학부

| - 건축학과 - 전기 정보 공학과 - 물질 과학 공학과 | - 지구 환경 공학과 - 에너지 과학과 - 기계 항공 공학과 |

- 예술공학부

| - 환경 설계 학과 - 공업 설계 학과 - 화상(畵像) 설계 학과 | - 음향 설계 학과 - 예술정보 설계 학과 |

- 농학부
  - 생물자원 환경 학과
- 공창학부
  - 공창학과 (자유전공)

### 대학원
대학원은 연구원(硏究院:교원조직)과 학부(學府:학생조직)로 구성된다.
- 인문과학 대학원
- 비교사회문화 대학원
- 인간환경 대학원
- 법학 대학원
- 법무 대학원 (법과대학원)
- 경제 대학원
- 이과 대학원
- 수리(數理) 대학원
- 시스템 생명과학 대학원
- 의학 대학원
- 치과 대학원
- 약학 대학원
- 공학 대학원
- 예술공학 대학원
- 시스템 정보과학 대학원
- 종합 이공 대학원
- 생물자원 환경 과학 대학원

### 부속 연구소
- 생체 방어 의학 연구소
- 응용 역학 연구소
- 선도 물질 화학 연구소

## 평가
- 정부 출연 연구소를 포함한 일본의 모든 연구기관 중에서 5번째로 많은 연구 자금을 보유한 곳이다.[6]
- 2021년 QS World University Rankings™ 대학 평가에서는 종합대학평가 세계 124위(일본 7위)를 기록하였다.[7]
- 2020년 Academic Ranking of World Universities 대학 평가에서는 종합대학평가 세계 301-400위(일본 9-10위)를 기록하였다.[8]
- 2020년 Times Higher Education Japan University Rankings 대학 평가에서는 종합대학평가 일본 4위를 기록하였다.[9]
- 2018년 톰슨 로이터에서는 세계에서 가장 혁신적인 대학(The World's Most Innovative Universities) 46위로 선정되었다.[10]

## 논란 및 의혹
'규슈 의대 미국포로 생체해부 사건', 후쿠오카형무소 조선인 사상범 생체실험 의혹이 있다. 조선인 사상범중에는 윤동주, 송몽규도 포함되어있다.

## 주요 동문
- 류용주: 토요타자동차 전무이사
- 이토 신이치로 - 전일본공수 사장, 경졸
- 오기타 히토시 - 아사히맥주 사장, 경졸
- 곤도 아키오 - 전 전일본공수 사장
- 신도 사다카즈 - 전 미쓰비시전기 사장, 공졸
- 타자키 마사모토 - 전 가와사키 중공업 사장, 공졸
- 나가오 쓰구오 - 서일본 철도주식회사 사장, 법졸
- 마츠오 시즈마 - 전 일본항공 사장, 일본 항공업계 아버지, 공졸
- Robert T. Huang - Synnex 창업주, 공졸
- 와카타 코이치 - 우주인, 전 ISS(국제 우주 정거장) 지휘관(Commander), 현 일본우주항공연구개발기구(JAXA) 이사, 공졸
- 카타야마 쿄이치 - 소설가, 〈세상의 중심에서 사랑을 외치다〉, 농졸
- 카도가미 치에코 - 일본 최초의 여성 검사, 법졸
- 겐이치 타구치 - 다구치 손실 함수 고안, 대학원 이학 박사과정 졸
- 모미이 카츠토 - 21대 NHK 회장, 전 일본유니시스 사장, 전 미츠이물산 사장, 경졸
- 하야시타 타카시 - 조치 대학 총장, 공졸
- 궈모뤄 - 중화인민공화국의 문학자, 정치가, 극작가, 의졸
- 모리타 고스케 - 물리학자, 113번 원소 발견, 이졸
- 윤우근 - 로봇공학자, 라이프로보틱스 창업주, Forbes Japan 선정 일본의 기업가, 공졸
- 신토 히사시 - NTT 초대 회장, 사장, 공졸
- 사쿠라이 류코 - 전 최고재판소 재판관, 법졸

## 같이 보기
- 교토 대학
- 일본이 저지른 전쟁 범죄